# Then Helge Andes nådh
Then Helge Andes nådh är en latinsk pingstsekvens av den schweiziske munken Notker Balbulus från St Gallen, död 912, "Sancti spiritus adsit nobis gratia." Vem som översatt psalmen till svenska är okänt.
Psalmen inleds 1695:
Then Helge Andes nådh
Regere alles vår nådh

## Publicerad i
- 1695 års psalmbok som nr 179 under rubriken "Pingesdaga Högtijd - Om then Helga Anda".